# Aurdal
För andra betydelser, se Aurdal (olika betydelser).
Aurdal är en tätort och kyrkby i Nord-Aurdals kommun i Innlandet fylke i Norge. Orten ligger vid Europaväg 16, på norra sidan av älven Begna. Här finns Aurdals kyrka.

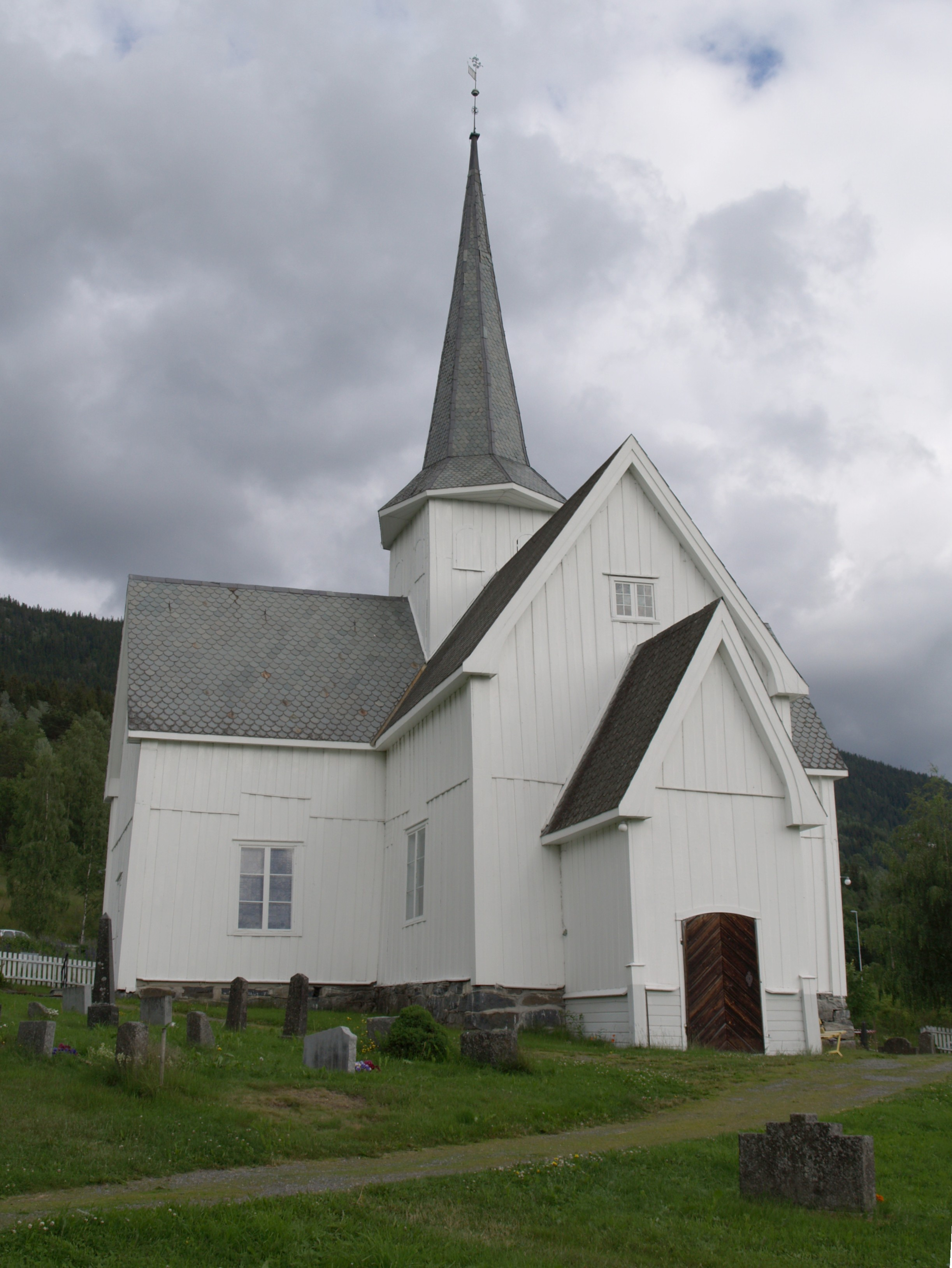
Aurdals kyrka.